# Bundestagswahlkreis Görlitz
Der Bundestagswahlkreis Görlitz (Wahlkreis 156; bis zur Bundestagswahl 2021 Wahlkreis 157) ist ein Wahlkreis in Sachsen, der in dieser Form seit der Bundestagswahl 2009 existiert. Er umfasst den Landkreis Görlitz. Die Vorgängerwahlkreise mit ähnlichem Territorien waren die Wahlkreise Löbau-Zittau – Görlitz – Niesky und Görlitz – Zittau – Niesky.

## Bundestagswahl 2025
| Kandidaten                                             | Kandidaten                  | Parteien/Listen       | Erststimmen | Erststimmen | Zweitstimmen | Zweitstimmen |
| Kandidaten                                             | Kandidaten                  | Parteien/Listen       | Stimmen     | %           | Stimmen      | %            |
| ------------------------------------------------------ | --------------------------- | --------------------- | ----------- | ----------- | ------------ | ------------ |
|                                                        | Harald Prause-Kosubek       | SPD                   | 9.626       | 6,3         | 9.815        | 6,4          |
|                                                        | Florian Oest                | CDU                   | 37.197      | 24,2        | 30.407       | 19,8         |
|                                                        | Monique Hänel               | Bündnis 90/Die Grünen | 4.659       | 3,0         | 5.160        | 3,4          |
|                                                        | Toralf Einsle               | FDP                   | 2.952       | 1,9         | 4.484        | 2,9          |
|                                                        | Tino Chrupallagewählt im WK | AfD                   | 75.147      | 48,9        | 71.855       | 46,7         |
|                                                        | Gerhard Fuchs-Kittowski     | Die Linke             | 9.795       | 6,4         | 11.900       | 7,7          |
|                                                        | Siegmund Hänchen            | Freie Wähler          | 3.588       | 2,3         | 2.354        | 1,5          |
|                                                        | –                           | Tierschutzpartei      | –           | –           | 1.960        | 1,3          |
|                                                        | –                           | Die PARTEI            | –           | –           | 678          | 0,4          |
|                                                        | –                           | Piraten               | –           | –           | 247          | 0,2          |
|                                                        | –                           | Volt                  | –           | –           | 440          | 0,3          |
|                                                        | –                           | PdH                   | –           | –           | 136          | 0,1          |
|                                                        | –                           | MLPD                  | –           | –           | 62           | 0,0          |
|                                                        | Klaus Reepen                | Bündnis Deutschland   | 981         | 0,6         | 618          | 0,4          |
|                                                        | Carsten Berg                | BSW                   | 9.832       | 6,4         | 13.824       | 9,0          |
| Gesamt                                                 | Gesamt                      | Gesamt                | 153.777     | 100         | 153.940      | 100          |
|                                                        |                             |                       |             |             |              |              |
| Ungültige Stimmen                                      | Ungültige Stimmen           | Ungültige Stimmen     | 1.280       | 0,8         | 1.117        | 0,7          |
| Wähler                                                 | Wähler                      | Wähler                | 155.057     | 78,8        | 155.057      | 78,8         |
| Wahlberechtigte                                        | Wahlberechtigte             | Wahlberechtigte       | 196.873     |             | 196.873      |              |
|                                                        |                             |                       |             |             |              |              |
| Quellen: Die Bundeswahlleiterin, Kandidaten – Ergebnis |                             |                       |             |             |              |              |

## Wahlkreisgeschichte
Da Sachsen zur Bundestagswahl 2009 einen Wahlkreis verlor und außerdem in Sachsen im Jahre 2008 eine größere Kreisreform stattfand, wurden die meisten sächsischen Wahlkreise neu abgegrenzt. Der Vorgängerwahlkreis Löbau-Zittau – Görlitz – Niesky wurde um den nördlichen Teil des Niederschlesischen Oberlausitzkreises erweitert, der bisher zum aufgelösten Wahlkreis Bautzen – Weißwasser gehörte. Zur Bundestagswahl 2013 wurde die Nummer des Wahlkreises Görlitz von 158 in 157 geändert.
| Wahl      | Wahlkreisname                       | Gebiet |
| --------- | ----------------------------------- | --- |
| 1990–1998 | 315 Görlitz – Zittau – Niesky       | Stadt Görlitz, Landkreis Görlitz, Landkreis Zittau, Landkreis Niesky |
| 2002–2005 | 157 Löbau-Zittau – Görlitz – Niesky | Stadt Görlitz, Landkreis Löbau-Zittau, vom Niederschlesischen Oberlausitzkreis die Gemeinden Markersdorf und Niesky sowie die Verwaltungsgemeinschaften Reichenbach/O.L. und Rothenburg/O.L. und der Verwaltungsverband Weißer Schöps/Neiße |
| 2009      | 158 Görlitz                         | Landkreis Görlitz |
| 2013–2021 | 157 Görlitz                         | Landkreis Görlitz |
| 2025–     | 156 Görlitz                         | Landkreis Görlitz |

## Wahlkreisabgeordnete
| Wahl | Abgeordneter | Abgeordneter       | Partei | Stimmen in % |
| ---- | ------------ | ------------------ | ------ | ------------ |
| 1990 |              | Georg Janovsky     | CDU    | 53,5         |
| 1994 | 56,9         | Georg Janovsky     | CDU    |              |
| 1998 | 41,8         | Georg Janovsky     | CDU    |              |
| 2002 |              | Michael Kretschmer | CDU    | 40,6         |
| 2005 | 38,5         | Michael Kretschmer | CDU    |              |
| 2009 | 42,4         | Michael Kretschmer | CDU    |              |
| 2013 | 49,6         | Michael Kretschmer | CDU    |              |
| 2017 |              | Tino Chrupalla     | AfD    | 32,4         |
| 2021 | 35,8         | Tino Chrupalla     | AfD    |              |
| 2025 | 48,9         | Tino Chrupalla     | AfD    |              |

## Historische Wahlergebnisse

### Bundestagswahl 2021
| Kandidaten                     | Kandidaten                  | Parteien/Listen                | Erststimmen | Erststimmen | Zweitstimmen | Zweitstimmen |
| Kandidaten                     | Kandidaten                  | Parteien/Listen                | Stimmen     | %           | Stimmen      | %            |
| ------------------------------ | --------------------------- | ------------------------------ | ----------- | ----------- | ------------ | ------------ |
|                                | Tino Chrupallagewählt im WK | AfD                            | 53.970      | 35,8        | 49.123       | 32,5         |
|                                | Florian Oest                | CDU                            | 39.299      | 26,1        | 27.630       | 18,3         |
|                                | Marko Schmidt               | LINKE                          | 11.835      | 7,8         | 11.327       | 7,5          |
|                                | Harald Prause-Kosubek       | SPD                            | 18.928      | 12,5        | 25.441       | 16,8         |
|                                | Hans Grüner                 | FDP                            | 11.222      | 7,4         | 15.039       | 10,0         |
|                                | Annett Jagiela              | GRÜNE                          | 6.182       | 4,1         | 7.358        | 4,9          |
|                                | –                           | Tierschutzpartei               | –           | –           | 3.259        | 2,2          |
|                                | –                           | Die PARTEI                     | –           | –           | 1.428        | 0,9          |
|                                | –                           | NPD                            | –           | –           | 488          | 0,3          |
|                                | Siegmund Hänchen            | Freie Wähler                   | 4.588       | 3,0         | 3.645        | 2,4          |
|                                | –                           | Piraten                        | –           | –           | 540          | 0,4          |
|                                | –                           | ÖDP                            | –           | –           | 177          | 0,1          |
|                                | –                           | V-Partei³                      | –           | –           | 97           | 0,1          |
|                                | –                           | MLPD                           | –           | –           | 106          | 0,1          |
|                                | Stefan Heinke               | dieBasis                       | 4.115       | 2,7         | 2.583        | 1,7          |
|                                | –                           | Bündnis C                      | –           | –           | 456          | 0,3          |
|                                | –                           | III. Weg                       | –           | –           | 305          | 0,2          |
|                                | –                           | DKP                            | –           | –           | 92           | 0,1          |
|                                | –                           | Die Humanisten                 | –           | –           | 185          | 0,1          |
|                                | –                           | Gesundheitsforschung           | –           | –           | 1.045        | 0,7          |
|                                | –                           | Team Todenhöfer                | –           | –           | 331          | 0,2          |
|                                | –                           | Volt Deutschland               | –           | –           | 338          | 0,2          |
|                                | Bernhard Blickle            | Internationalistisches Bündnis | 267         | 0,2         | –            | –            |
|                                | Harald Siegfried Twupack    | LKR                            | 417         | 0,3         | –            | –            |
| Gesamt                         | Gesamt                      | Gesamt                         | 150.823     | 100         | 150.993      | 100          |
|                                |                             |                                |             |             |              |              |
| Ungültige Stimmen              | Ungültige Stimmen           | Ungültige Stimmen              | 2.234       | 1,5         | 2.064        | 1,3          |
| Wähler                         | Wähler                      | Wähler                         | 153.057     | 75,0        | 153.057      | 75,0         |
| Wahlberechtigte                | Wahlberechtigte             | Wahlberechtigte                | 204.105     |             | 204.105      |              |
|                                |                             |                                |             |             |              |              |
| Quellen: Der Bundeswahlleiter, |                             |                                |             |             |              |              |

### Bundestagswahl 2017
| Kandidaten                     | Kandidaten                  | Parteien/Listen   | Erststimmen | Erststimmen | Zweitstimmen | Zweitstimmen |
| Kandidaten                     | Kandidaten                  | Parteien/Listen   | Stimmen     | %           | Stimmen      | %            |
| ------------------------------ | --------------------------- | ----------------- | ----------- | ----------- | ------------ | ------------ |
|                                | Michael Kretschmer          | CDU               | 48.256      | 31,4        | 41.000       | 26,7         |
|                                | Thorsten Ahrens             | Die Linke         | 20.853      | 13,6        | 21.534       | 14,0         |
|                                | Thomas Jurk                 | SPD               | 16.801      | 10,9        | 14.249       | 9,3          |
|                                | Tino Chrupallagewählt im WK | AfD               | 49.834      | 32,4        | 50.551       | 32,9         |
|                                | Joachim Schulze             | B 90/Grüne        | 4.995       | 3,3         | 4.476        | 2,9          |
|                                | –                           | NPD               | –           | –           | 2.337        | 1,5          |
|                                | Christine Schlagehan        | FDP               | 7.661       | 5,0         | 10.810       | 7,0          |
|                                | –                           | PIRATEN           | –           | –           | 516          | 0,3          |
|                                | Steffen Große               | Freie Wähler      | 3.521       | 2,3         | 2.464        | 1,6          |
|                                | Ilias Papadopulos           | BüSo              | 1.722       | 1,1         | 362          | 0,2          |
|                                | –                           | MLPD              | –           | –           | 128          | 0,1          |
|                                | –                           | BGE               | –           | –           | 658          | 0,4          |
|                                | –                           | DiB               | –           | –           | 290          | 0,2          |
|                                | –                           | ÖDP               | –           | –           | 368          | 0,2          |
|                                | –                           | Die Partei        | –           | –           | 1.444        | 0,9          |
|                                | –                           | Tierschutzpartei  | –           | –           | 2.285        | 1,5          |
|                                | –                           | V-Partei³         | –           | –           | 248          | 0,2          |
| Gesamt                         | Gesamt                      | Gesamt            | 153.643     | 100         | 153.720      | 100          |
|                                |                             |                   |             |             |              |              |
| Ungültige Stimmen              | Ungültige Stimmen           | Ungültige Stimmen | 2.446       | 1,6         | 2.369        | 1,5          |
| Wähler                         | Wähler                      | Wähler            | 156.089     | 73,3        | 156.089      | 73,3         |
| Wahlberechtigte                | Wahlberechtigte             | Wahlberechtigte   | 213.021     |             | 213.021      |              |
|                                |                             |                   |             |             |              |              |
| Quellen: Der Bundeswahlleiter, |                             |                   |             |             |              |              |

### Bundestagswahl 2013
| Kandidaten                     | Kandidaten                      | Parteien/Listen   | Erststimmen | Erststimmen | Zweitstimmen | Zweitstimmen |
| Kandidaten                     | Kandidaten                      | Parteien/Listen   | Stimmen     | %           | Stimmen      | %            |
| ------------------------------ | ------------------------------- | ----------------- | ----------- | ----------- | ------------ | ------------ |
|                                | Michael Kretschmergewählt im WK | CDU               | 74.204      | 49,6        | 66.106       | 44,1         |
|                                | Ilja Seifert                    | Die Linke         | 29.550      | 19,7        | 29.380       | 19,6         |
|                                | Thomas Jurk                     | SPD               | 22.741      | 15,2        | 18.839       | 12,6         |
|                                | Daniel Breutmann                | FDP               | 2.442       | 1,6         | 4.185        | 2,8          |
|                                | Joachim Schulze                 | B 90/Grüne        | 5.045       | 3,4         | 5.044        | 3,4          |
|                                | Per Lennart Aae                 | NPD               | 8.323       | 5,6         | 6.360        | 4,2          |
|                                | Siegmar John                    | BüSo              | 2.069       | 1,4         | 685          | 0,5          |
|                                | –                               | MLPD              | –           | –           | 172          | 0,1          |
|                                | –                               | AfD               | –           | –           | 12.331       | 8,2          |
|                                | –                               | pro Deutschland   | –           | –           | 1.023        | 0,7          |
|                                | –                               | Freie Wähler      | –           | –           | 2.577        | 1,7          |
|                                | Manfred Stöckert                | PIRATEN           | 3.878       | 2,6         | 3.259        | 2,2          |
|                                | Eleonore Rau                    | BGD               | 1.431       | 1,0         | –            | –            |
| Gesamt                         | Gesamt                          | Gesamt            | 149.683     | 100         | 149.961      | 100          |
|                                |                                 |                   |             |             |              |              |
| Ungültige Stimmen              | Ungültige Stimmen               | Ungültige Stimmen | 3.261       | 2,1         | 2.983        | 2,0          |
| Wähler                         | Wähler                          | Wähler            | 152.944     | 68,4        | 152.944      | 68,4         |
| Wahlberechtigte                | Wahlberechtigte                 | Wahlberechtigte   | 223.614     |             | 223.614      |              |
|                                |                                 |                   |             |             |              |              |
| Quellen: Der Bundeswahlleiter, |                                 |                   |             |             |              |              |

### Bundestagswahl 2009
| Kandidaten                     | Kandidaten                      | Parteien/Listen   | Erststimmen | Erststimmen | Zweitstimmen | Zweitstimmen |
| Kandidaten                     | Kandidaten                      | Parteien/Listen   | Stimmen     | %           | Stimmen      | %            |
| ------------------------------ | ------------------------------- | ----------------- | ----------- | ----------- | ------------ | ------------ |
|                                | Michael Kretschmergewählt im WK | CDU               | 62.338      | 42,4        | 55.015       | 37,4         |
|                                | Wolfgang Gunkel                 | SPD               | 17.005      | 11,6        | 18.569       | 12,6         |
|                                | Ilja Seifert                    | Die Linke         | 35.786      | 24,3        | 36.231       | 24,6         |
|                                | Toralf Einsle                   | FDP               | 13.935      | 9,5         | 19.223       | 13,1         |
|                                | Joachim Schulze                 | B90/Grüne         | 7.381       | 5,0         | 7.004        | 4,8          |
|                                | Per Lennart Aae                 | NPD               | 7.842       | 5,3         | 8.035        | 5,5          |
|                                | Siegmar John                    | BüSo              | 2.700       | 1,8         | 2.117        | 1,4          |
|                                | –                               | REP               | –           | –           | 540          | 0,4          |
|                                | –                               | MLPD              | –           | –           | 413          | 0,3          |
| Gesamt                         | Gesamt                          | Gesamt            | 146.987     | 100         | 147.147      | 100          |
|                                |                                 |                   |             |             |              |              |
| Ungültige Stimmen              | Ungültige Stimmen               | Ungültige Stimmen | 2.750       | 1,8         | 2.590        | 1,7          |
| Wähler                         | Wähler                          | Wähler            | 149.737     | 62,7        | 149.737      | 62,7         |
| Wahlberechtigte                | Wahlberechtigte                 | Wahlberechtigte   | 238.958     |             | 238.958      |              |
|                                |                                 |                   |             |             |              |              |
| Quellen: Der Bundeswahlleiter, |                                 |                   |             |             |              |              |